# Худолиевка (Черкасская область)
Худолиевка (укр. Худоліївка) — село в Чигиринском районе Черкасской области Украины.
Население по переписи 2001 года составляло 738 человек. Занимает площадь 4,1 км². Почтовый индекс — 20923. Телефонный код — 4730.

## Местный совет
20923, Черкасская обл., Чигиринский р-н, с. Худолиевка